# Vuurtoren van The Needles
Needles Lighthouse is een vuurtoren die zich bevindt in het uiterste westen van de The Needles, een rij krijtachtige klippen. Zij vormen de uitloper van het schiereiland in het westen van het Isle Of Wight, een graafschap voor de zuidkust van Engeland, ter hoogte van Southampton. Zeevaarders die langs dit schiereiland het Isle of Wight naderen en vervolgens de zeestraat van de Solent willen invaren om de havens van Southampton of Portsmouth te bereiken worden door de vuurtoren attent gemaakt op de gevaarlijke krijtrotsen waarvan de hoogste piek zich op 137 m bevindt.
De toren wordt gecontroleerd vanuit het Planning Centre van Trinity House in Harwich in het Engelse Essex. Trinity House is verantwoordelijk voor de navigatiemiddelen in Engeland, Wales, Gibraltar en de Kanaaleilanden.

## Kenmerken en uitrusting

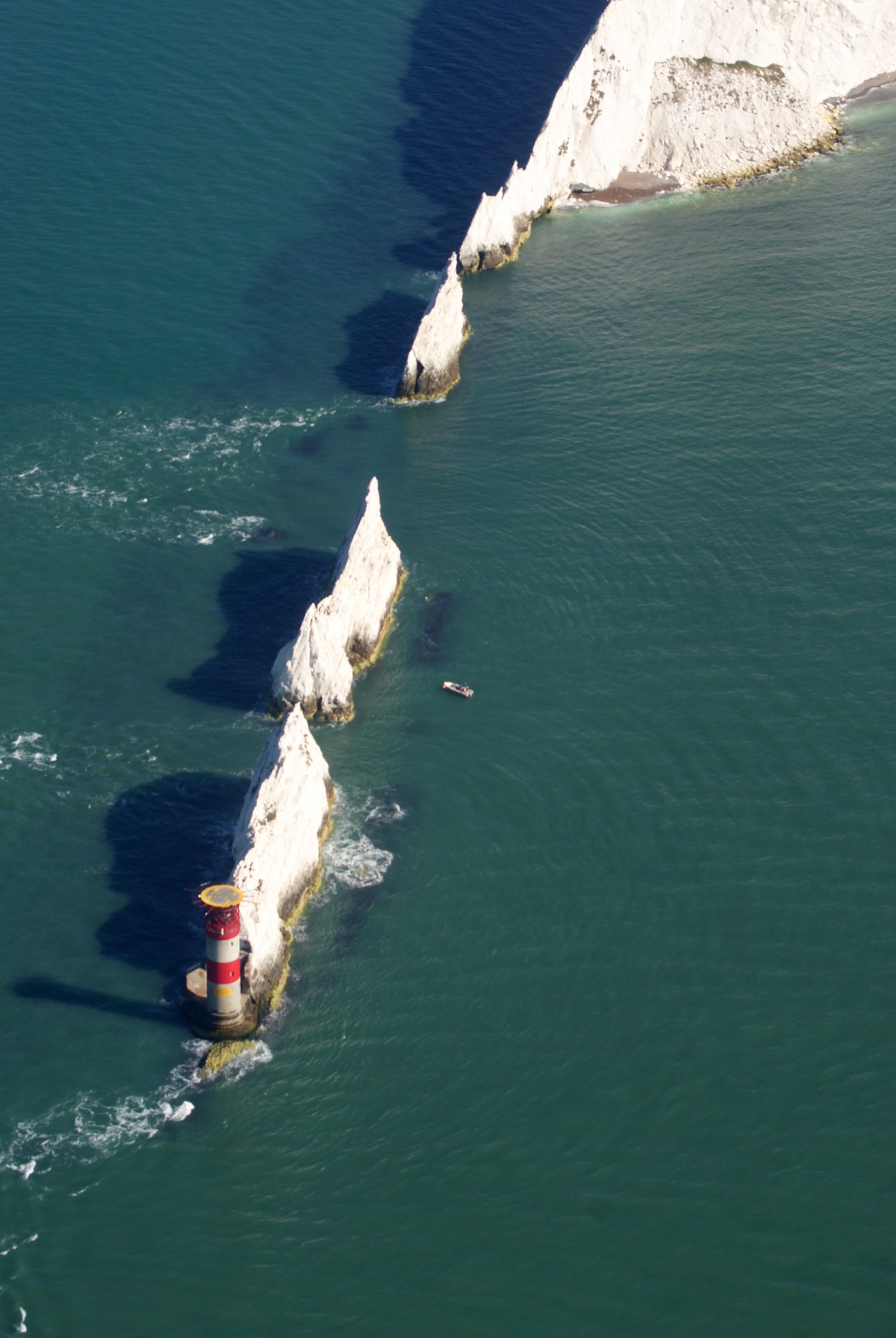
De vuurtoren staat in het uiterste westen van een rij kalkrotsen die The Needles vormen.

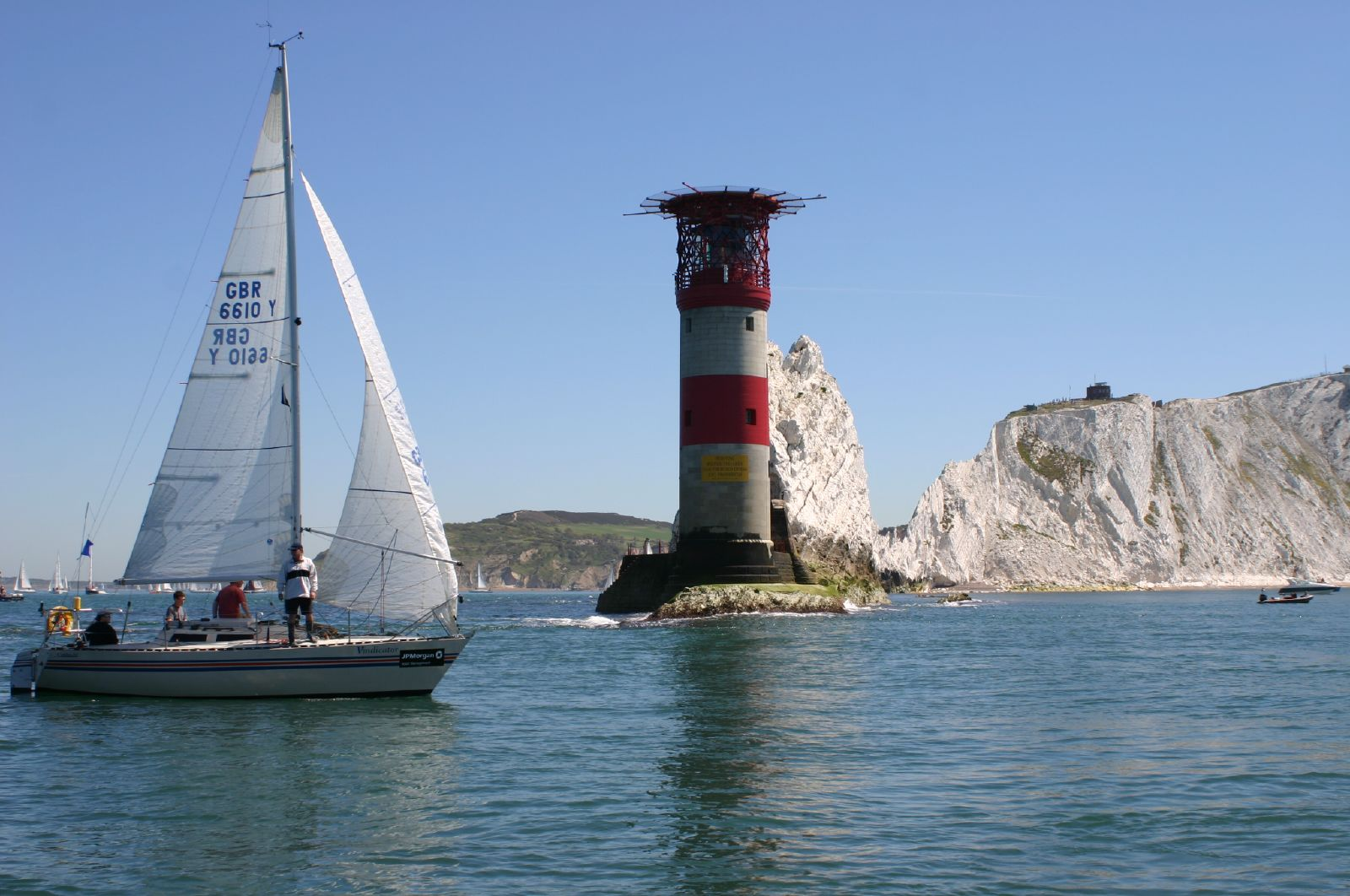
De toren werd ingeschreven op de lijst van gebouwen met een belangrijke historische en architecturale waarde.

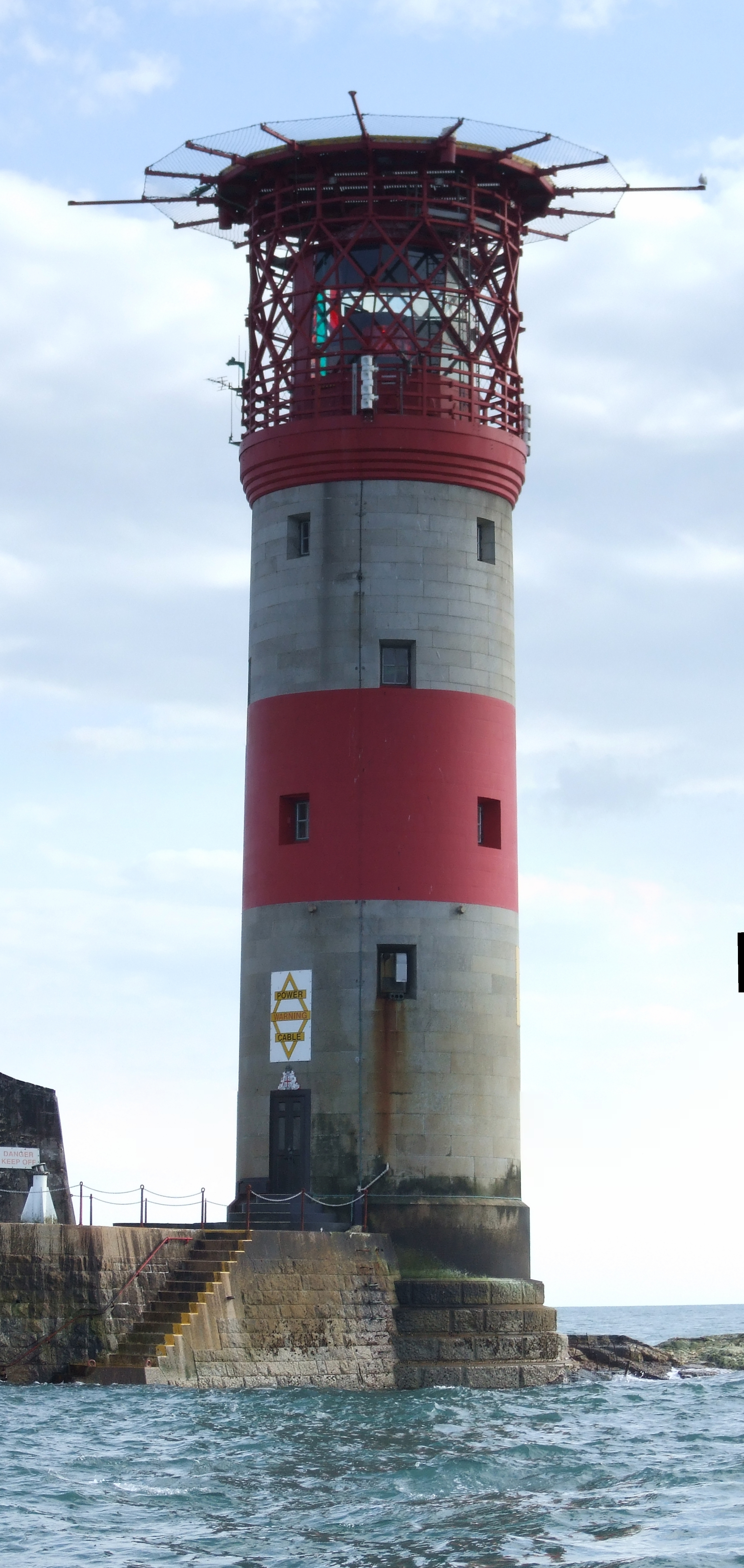
Bij de bouw van de toren werd gekozen voor een cilindervorm in plaats van de meer gebruikelijke conische vorm. Bovenaan is het veiligheidsnet rondom het helikopterplatform duidelijk zichtbaar.

### Uitzicht
De toren is 31 m hoog en werd opgetrokken uit granieten blokken. Alhoewel de muren onderaan een dikte hebben van 1,07 m en bovenaan nog 0,61 m meten, blijft de buitendiameter van 11,58 m voor het gehele gebouw gelijk. De torenvoet kreeg een onregelmatig getrapte vorm zodat de inwerking van hoge golven op het gebouw wordt tegengegaan. Om het bouwwerk gemakkelijk overdag te kunnen herkennen werd de toren beschilderd met rode en witte banden. Boven het lichthuis werd een helikopterplatform aangebracht met een doormeter van 8 m. Dit platform wordt omringd door een 1,7 m breed veiligheidsnet.

### Inrichting
In de toren verbindt een stalen trap de vijf niveaus, die zowel dienstruimten als woonruimten bevatten. Op het onderste niveau bevond zich, naast de ingang, de plaats waar de olie voor de lampen werd bewaard. Na de elektrificatie werd dit de opslagplaats voor de dieselolie die bestemd was voor de elektrische generatoren. De kamers op dit laagste niveau werden in de krijtrotsen uitgehakt. Niveau twee werd ingenomen door de voorraadkamer. Op het volgende niveau was het woongedeelte met keuken ingericht. Het vierde niveau bevatte de slaapgelegenheden en daarboven bevond zich de wachtruimte, waar de vuurtorenwachters de dienst waarnamen en van waaruit het bovenliggende lichthuis toegankelijk was. Zowel de deur van de hoofdingang als de luiken die de vensters van de verschillende niveaus afsloten waren vervaardigd uit zwaar stormbestendig metaal.

### Lichtinstallatie
De toren is uitgerust met een vast optisch systeem van de tweede orde met een brandpuntsafstand van 700 mm. Deze lens bevindt zich in het lichthuis dat 7 m hoog is en een doormeter heeft van 4 m. De toren doet ook dienst als sectorlicht: door het plaatsen van groene en rode schermen voor de lens verandert de kleur van het licht naargelang de plaats van de waarnemer. Wanneer zeevaarders gevaarlijke banken of ondiepten naderen zien zij een rood licht. De veilige nadering van The Needles wordt aangegeven met een wit licht en een groene sector geeft een veilige vaarroute langsheen de hindernissen van Hatherwood Rocks en Warden Ledge aan. Het gevaar van de St. Anthony Rocks wordt door een rood licht met opgevoerde sterkte gesignaleerd.

## Geschiedenis

### De toren van Jupp
In 1785 richtte Trinity House, naast een toren op Needles Point, nog twee andere vuurtorens in de omgeving op. Hiermee voldeed de vennootschap aan het verzoek dat reeds in 1781 door handelaars en booteigenaars was ingediend en waarvoor in 1782 de toelating werd verleend in de vorm van een patent.
De werken op Needles Point werden gecoördineerd door Richard Jupp die toen al meer dan 30 jaar toezichter bij de Britse Oost-Indische Compagnie was. Er werd gekozen voor een 6,7 m hoge vuurtoren die op een van de klippen werd opgetrokken en waarvan het licht zich 144 m boven het zeeniveau bevond. Kort na de inwerkingstelling op 29 september 1786 bleek dat het licht zo vaak door mist en verneveld opspattend zeewater aan het zicht werd onttrokken dat de toren na ongeveer twee jaar buiten gebruik gesteld werd.

### De toren van Walker

#### Opbouw en ingebruikneming
De bouw van een nieuwe toren begon op 26 juli 1857 onder de leiding van James Walker, een ingenieur verbonden aan Trinity House. Walker had reeds in 1853 de opdracht van de vennootschap gekregen om de werken voor te bereiden. De kostprijs van de afgewerkte toren zou ongeveer £ 20 000 bedragen.
De torenbasis, die een diameter had van 11,58 m, werd gevormd door granieten blokken met een dikte van 914 mm. De opbouw van deze fundering werd bemoeilijkt door het zeewater dat de werf voortdurend overspoelde, waardoor het acht weken duurde vooraleer deze basis kon afgewerkt worden. De fundering werd verder opgebouwd met blokken die met zwaluwstaartverbindingen en zware metalen pennen aan elkaar verankerd werden. Ook voor de opbouw van de toren zelf werden granieten bouwstenen gebruikt.
Chance Brothers, een firma gespecialiseerd in glaswerk in de buurt van Birmingham, vervaardigde een optisch systeem met een lens van de eerste orde die in het afgewerkte lichthuis werd geplaatst. Er werd ook een mistsignaal geïnstalleerd dat bestond uit een 152 kg zware klok en bijhorende apparatuur. Dit signaal en het roterende lenzensysteem werden in beweging gebracht door een uurwerkmechanisme. Een zwaar gewicht, dat in een gietijzeren holle buis in het midden van de toren kon zakken, dreef het mechanisme aan. Dit gewicht moest om de 6 uur met de hand opgehaald worden wanneer het mistsignaal doorlopend actief was.  
Op 22 mei 1859 werd de oliebrander met meerdere pitten voor de eerste keer ontstoken. Deze brander werd later vervangen door een olielamp van het type Douglas en in 1906 door een brander met een gloeikous die werkte op verdampte paraffineolie.

#### Tijdens de Tweede Wereldoorlog
Tijdens de Tweede Wereldoorlog probeerden Duitse vliegtuigen de vuurtoren onder vuur te nemen. Geen enkele bom trof doel, maar het glas van het lichthuis en het optisch systeem werd wel door mitrailleurvuur beschadigd. Tijdens deze aanvallen verscholen de vuurtorenwachters zich in de voorraadruimte die onderaan in de krijtrotsen uitgehakt was en dus de beste bescherming bood. De wachters hielden de toren tijdens de oorlog in werking zodat hij een richtpunt bleef vormen voor de vliegtuigen en schepen van de geallieerden. Het beschadigde glaswerk werd na de oorlog hersteld.

#### Elektrificatie en verdere modernisering
De elektriciteit die ter beschikking kwam door het installeren van nieuwe dieselgeneratoren in mei 1946 bracht een modernisering teweeg. Zo werd het lenssysteem vervangen door een nieuwe catadioptrische optiek die werd verlicht door kwikdamplampen met een gloeidraad die een vermogen hadden van 1,5 kW. Drie lampen van 36 W konden door een lampenwisselaar ingeschakeld worden bij defect van het hoofdlicht. Bij stroomuitval zorgden accu's er voor dat de toren nog 72 uur lang verlicht bleef.
Op de torengalerij werd een door lucht aangedreven misthoorn gemonteerd. De perslucht voor dit toestel werd opgewekt door een elektrische compressor. Deze misthoorn op luchtdruk werd op 8 juli 1971 opgevolgd door twee elektrische toestellen van het type Supertyfon. De twee opeenvolgende gelijke tonen die met een tussenruimte van 2 seconden om de 30 seconden weerklonken, waren hoorbaar tot op een afstand van 5 zeemijl.

#### Automatisering
Het in 1986 geïnstalleerde helikopterplatform boven het lichthuis werd op 27 september 1987 in gebruik genomen en in december 1994 werd de toren geautomatiseerd. De dienst van de laatste vuurtorenwachters liep af op 8 december 1994.
Om het beheer van de toren op afstand mogelijk te maken, was een nieuwe stroomvoorziening noodzakelijk. Hiervoor werd een onderzeese kabel aangelegd die de toren verbond met het lichtnet. Hiermee werd de 100 volt gelijkspanning die door de dieselgeneratoren werd opgewekt, vervangen door 240 volt wisselspanning.
In het lichthuis bleef de oorspronkelijke lens in dienst. De toren werd na de automatisatie verlicht door een lamp van 1500 W. Een lampenwisselaar kan een gelijkaardige lamp activeren in geval van defect en in noodgevallen wordt een lamp van 24 V ontstoken die werkt op een accu.

#### Herstellingswerken
In 2010 bleek dat de kalklagen waarop de toren staat door de vochtige omgeving waren aangetast waardoor er gevreesd werd voor de stabiliteit van het bouwwerk. Het aannemersbedrijf BAM Nuttal werd door Trinity House aangeduid om stabiliteitswerken uit te voeren. In een 70 cm brede greppel rond de torenvoet werden betonnen elementen geplaatst die samen een ring vormden. Op deze ring bevonden zich steunpunten waarmee de toren met roestvrijstalen buizen werd verbonden. De ring werd vervolgens volgegoten met beton.
Tijdens deze werken werden de leegstaande woonruimten, zoals de keuken en de slaapruimte, tijdelijk opnieuw in gebruik genomen door de zes arbeiders van het aannemersbedrijf en een toezichter van Trinity House.

## Geregistreerd monument
De toren werd op 28 maart 1994 ingeschreven als grade II listed building op de Statutory List of Buildings of Special Architectural or Historic Interest. Hiermee wordt het complex erkend als een gebouw van speciaal belang dat in zijn huidige toestand moet bewaard blijven en daartoe ook moet worden onderhouden. Veranderingen mogen enkel uitgevoerd worden na toelating van een bevoegde autoriteit.